# Jędrzejki
Jędrzejki [ˈjɛndʒɛjki] (deutsch Jendreyken, 1938–1945 Andreken) ist ein zur Gemeinde Kalinowo (Kallinowen, 1938 bis 1945 Dreimühlen) zählendes Dorf im nordöstlichen Masuren in der polnischen Woiwodschaft Ermland-Masuren, Powiat Ełcki (Kreis Lyck).

## Geographische Lage
Das Dorf befindet sich acht Kilometer Luftlinie südlich der Ortschaft Kalinowo an einer von Borzymy kommenden Landstraße. Es liegt am Südostufer des Biallen-Sees (1938 bis 1945 Engensee, polnisch Jezioro Białe).

## Geschichte
Der Ort Jendreyken wurde erstmals 1504 erwähnt. Der Name leitet sich ab vom Namen Jędrzej (polnische Form von Andreas), den einer der zuerst ansässigen Lokatoren trug.
1656 fielen die mit Polen verbündeten Tataren in weite Teile Masurens ein, wobei Jendreyken durch Feuer fast vollständig zerstört wurde. 12 Bewohner wurden in die Sklaverei verschleppt. Nur vier überlebten im Ort. Im Bericht des Lycker Amtshauptmanns von Auer heißt es dazu über die Schadensbilanz:
„12 Hufen, 4 Gehöfte verbrannt, 4 stehet, die Hälfte über Winter besät, 5 3/4 Hufen wüst, 12 Personen weggetrieben, 2 niedergehauen.“
Ab 1800 verfügte Jendreyken über eine eigene Schule.
Am 27. Mai 1874 wurde im Zuge einer preußischen Gemeindereform neu ein Amtsbezirk Borczymmen (ab 1881: Borszymmen, ab 1936 Borschymmen, ab 1938 Borschimmen, polnisch Borzymy) gebildet, der die Gemeinden Borczymmen, Jendreyken, Lissewen, Przepiorken, Skrzypken und Stosznen sowie den Gutsbezirk Romotten und Seen umfasst. 1908 wurden zusätzlich die Gemeinden Duttken, Gronsken und Romanowen und der Gutsbezirk Imionken vom bisherigen Amtsbezirk Dluggen neu in den Amtsbezirk Borszymmen umgegliedert.
1895 wurden in Jendreyken 70 Einwohner gezählt, von denen 52 evangelischen Glaubens waren. 55 Bewohner gaben als Sprache masurisch an, 10 nur deutsch. Im Dorf existierten 13 landwirtschaftliche Betriebe, die 222 Hektar bewirtschafteten. Am 1. Dezember 1910 waren in Jendreyken 69 Einwohner registriert.
Aufgrund der Bestimmungen des Versailler Vertrags stimmte die Bevölkerung im Abstimmungsgebiet Allenstein, zu dem Jendreyken gehörte, am 11. Juli 1920 über die weitere staatliche Zugehörigkeit zu Ostpreußen (und damit zu Deutschland) oder den Anschluss an Polen ab. In Jendreyken stimmten 60 Einwohner für den Verbleib bei Ostpreußen, auf Polen entfiel keine Stimme.
1931 umfasste dann der Amtsbezirk Borszymmen die Landgemeinden Borszymmen, Duttken, Geigenau, Gronsken (ehemals Skrzypken), Jendreyken, Lyssewen, Romanowen, Stosznen und Wachteldorf (ehemals Przepiorken).
1933 waren in Jendreyken 71 Einwohner verzeichnet.
Jendreyken wurde am 16. Juli 1938 im Zuge der massiven Eindeutschung masurischer Ortsnamen baltischer oder slawischer Herkunft in „Andreken“ umbenannt. Hierbei wurde der Jendreyken zugrunde liegende Vorname in die in Deutschland übliche Form Andreas übersetzt.
1939 zählte Andreken (Jendreyken) 69 Bewohner.
Nach Ende des Zweiten Weltkrieges 1945 fiel das zum Deutschen Reich (Ostpreußen) gehörende Andreken an Polen. Die ansässige deutsche Bevölkerung wurde, soweit sie nicht geflüchtet war, nach 1945 größtenteils vertrieben bzw. ausgesiedelt und neben der angestammten masurischen Minderheit, von der dann vier alteingesessene Familien im Ort verblieben, durch Neubürger aus anderen Teilen Polens ersetzt. Die nachrückenden Siedler kamen überwiegend aus der Gemeinde Bargłów in der podlachischen Region Rajgród.
Der Ort Andreken wurde gemäß der polnischen Schreibweise des historischen Ortsnamens in „Jędrzejki“ umbenannt.
1949 bestanden 12 landwirtschaftliche Betriebe in Jędrzejki.
Von 1975 bis 1998 gehörte Jędrzejki zur damaligen Woiwodschaft Suwałki, kam dann 1999 zur neu gebildeten Woiwodschaft Ermland-Masuren.
1978 lebten in Jędrzejki noch 49 Einwohner. Es bestanden neun landwirtschaftliche Betriebe. Am Rande der Gemeinde besteht aus deutscher Zeit noch ein teilweise zerstörter evangelischer Friedhof.
Heute ist der Ort Sitz eines Schulzenamtes (polnisch Sołectwo) und somit eine Ortschaft im Verbund der Gmina Kalinowo.

## Religionen
Bis 1945 war Jendreyken in die evangelische Kirche Borszymmen in der Kirchenprovinz Ostpreußen der Kirche der Altpreußischen Union sowie in die römisch-katholische Kirche Prawdzisken (1934 bis 1945 Reiffenrode, polnisch Prawdziska) im Bistum Ermland eingepfarrt.
Heute gehört Jędrzejki katholischerseits zur Pfarrei Borzymy im Bistum Ełk der Römisch-katholischen Kirche in Polen. Die evangelischen Einwohner halten sich zur Kirchengemeinde in der Stadt Ełk (Lyck), einer Filialgemeinde der Pfarrei Pisz (Johannisburg) in der Diözese Masuren der Evangelisch-Augsburgischen Kirche in Polen.